# ブレードライガー
ブレードライガー (BLADE LIGER)は、トミー（現タカラトミー）が展開する『ゾイド』シリーズに登場する架空の兵器。本項では強化機のブレードライガーABおよび機体バリエーションやコトブキヤ展開のHMMシリーズについて記載。

## 概要
『ゾイド』第2期シリーズ（1999～2006年）より、背景世界である『ゾイドバトルストーリー』をはじめ、各種メディアミックスに登場。媒体ごとに異なる設定を持つ。
また、1999～2000年にかけて放送されたアニメ作品『ゾイド-ZOIDS-』、漫画作品『機獣新世紀ZOIDS』では主役機体として活躍した。

## 設定解説
| ブレードライガー BLADE LIGER | ブレードライガー BLADE LIGER |
| ---------------------------- | --- |
| 番号                         | RZ-028 |
| 所属                         | ヘリック共和国 |
| ロールアウト                 | ZAC2100年 |
| 配備台数                     | 100機(ZAC2100年秋時点) |
| 分類                         | ライオン型 |
| 全長                         | 25.9m |
| 全高                         | 12.2m |
| 重量                         | 124.0t |
| 最高速度                     | 305km/h |
| 乗員人数                     | 2名 |
| 武装                         | レーザーサーベル×2 ストライククロー×4 Eシールドジェネレーター マルチブレードアンテナ×2 ロケットブースター レーザーブレード×2 パルスレーザーガン×2 AZ2連装ショックカノン 3Dデュアルセンサー コンプリッションリフリジェレイター×4 |
| 主な搭乗者                   | アーサー・ボーグマン（バトルストーリー） |

『ゾイドバトルストーリー』におけるブレードライガー
シールドライガーをベースに開発されたヘリック共和国軍のオーガノイドシステム（以下OS）搭載ゾイド。「獣王」の異名を持つ。
当時の共和国技術陣は軍事予算を削減されていたことと、OS解析の出遅れからガイロス帝国軍のジェノザウラーのような新規設計では配備が間に合わない事情から、シールドライガーを母体としている。OSの効果で機体各部の性能および金属細胞の再生力も大幅な向上を果たしており、レーザーブレードなどこれまで実弾を中心とした共和国ゾイドにおいて新機軸の兵装を実験的に採用している。その一方で、OSの副作用による凶暴化により極一部のエースパイロットにしか扱えない機体となった。そのため、後にジェノザウラー同様にOS出力を引き下げて安定性を高めた量産型が配備されている。
アニメ『ゾイド-ZOIDS-』、『ゾイド新世紀スラッシュゼロ』におけるブレードライガー
大破した主人公バン・フライハイトのシールドライガーがオーガノイド・ジークの力で再生・進化させたゾイドとして扱われる。詳細は#ブレードライガーBSを参照。
同作と時系列の続編となる『ゾイド新世紀スラッシュゼロ』では赤い個体のブレードライガー（詳細は#ブレードライガーLSを参照）が登場するが、相関性は不明。
漫画『機獣新世紀ZOIDS』におけるブレードライガー
こちらも大破したバンのシールドライガー（シーザー）から進化したゾイドとなっているが、作中のアイテムであるシャドーキーやウェンディーヌを介する違いがある。こちらも詳細は#ブレードライガーBSを参照。
『HMM（ハイエンドマスターモデル）』におけるブレードライガー
ジェノザウラーとの戦いで破壊されたバンのシールドライガーを回収した共和国軍が新型ライガー用の試作パーツによる修理と改造を施して生み出した機体とされ、この機体をバンがアーリーモデルとして操縦して活躍した後、それを元に共和国軍が生産した機体がアーサーをはじめとしたエースパイロットに配備されたという同アニメの展開とは異なる説明がなされている。一方で、2009年12月発売「HMM-016 RZ-028 ブレードライガーAB バン仕様」の解説においては、同じくジェノザウラーに破壊されたゾイドコアにフィーネとジークが融合し、以前共和国基地で整備された時に取り込んだ設計段階のブレードライガーのデータからその体を再構築して再生を果たしたものとしている。また、「リパッケージVer」では、シールドライガーにオーガノイドシステムを導入した改造計画機という『公式ファンブック2』の内容に加え、キングライガーのコンセプトを取り入れたゾイドとする説明となっている。

### 武装・装備
レーザーサーベル
ブレードライガーの牙部。硬いゾイドの装甲を突き破る。
ストライククロー
四肢に装備された近接用装備。電磁爪として攻撃可能。
Eシールドジェネレーター
鬣部のシールド発生装置。性能評価はシールドライガーよりも高い。
マルチブレードアンテナ
頭部側面に配置。テレビ通信などに用いるアンテナ。
ロケットブースター
背部に収納されている、機体をターボ加速させるための推進装置。使用時に展開する。
レーザーブレード
ブレードライガーの主武装。固有振動によって接触したものを切断する
主に側面に展開することですれ違いざまに敵機を切り裂く。空力を向上させるウイングとしても機能する。
パルスレーザーガン
レーザーブレードに装備されたレーザー砲。空中からの敵機を攻撃する対空兵器としての役割もある。
AZ2連装ショックカノン
腹部に装備された、接近戦用のショック砲。シールドライガーの衝撃砲から砲門が2連装へと削減されている。
3Dデュアルセンサー
尾端に備えた、後方の敵を立体的に把握するセンサー。走行時の姿勢安定用スタビライザーも併設されている。
コンプリッションリフリジェレイター
シールドライガーではインタークーラーが装着されていた個所に設置された開閉式の強制冷却装置。高速走行や戦闘時に発生する熱を放出する。

## 関連商品

### キット
トミー（タカラトミー版）
RZ-028 ブレードライガー
2000年3月発売。ヘリック共和国新世代ゾイド第1号（ただし、一部旧キットパーツ流用ではない純粋な共和国新機種第1号はストームソーダー）。シールドライガーの強化機種という設定を踏まえてか、本体はシールドライガーのものをそのまま流用し、そこに新たな外装パーツを取り付けて構成されている。ディバイソン以外で唯一外装に金属パーツ（ダイキャスト製）を使用（爪と牙）。
尾部とタテガミパーツを付け替えることで「バン仕様」「共和国仕様」それぞれの組み立てが可能。
足首のガードの色は、初期生産型では白い塗装で表現されていたため、パーツの切り出し跡が目立ってしまうという欠点があった。後期型ではパーツを白い成型色の別ランナーに変更することでこれを解消している。
初版はアニメ第一作の主人公であるバンとフィーネ、ジークのフィギュアが付属していたが、アニメ終了後の再版以降は普通の共和国パイロットフィギュアに差し替えられている。
強化パーツとしてCP-12 アタックブースターユニットがある。
限定レオン・トロス専用機 ブレードライガー
2001年8月2日ごろに限定販売。カラーリング以外の形状は、シールも含め通常のブレードライガーと同様だが、パッケージはモノクロ仕様。
ブレードライガーミラージュ
成型色とシールを変更したブレードライガーおよびCP-12 アタックブースターユニットを同梱したキットが、2003年3月27日ごろハピネット加盟店にて限定販売された。カラーリング以外の形状はブレードライガーABと同様。
ZOIDS妄想戦記シリーズでのキット発売の他、PlayStation 2用ゲームソフト『ZOIDS STRUGGLE』早期購入者特典ではトミカブロスシリーズのリカラーとしてダイキャスト製可動フィギュア「ブレードライガーミラージュL」が配布された。こちらはアタックブースターを装備していない。
リミテッドエディション　ブレードライガーミラージュ　カノン仕様
『ゾイドインフィニティ』がアーケードでの稼動を開始した2004年に、「ゾイドインフィニティ全国始動キャンペーン」の一環として抽選で300名に贈呈された。内容は、ブレードライガー、CP-12 アタックブースターユニットをセットとしたもの。カラーリング以外の形状は、シールも含めブレードライガーミラージュと同様。
スペシャルエディション ブレードライガーブラックインパクト
2004年9月30日ごろ、ハピネット加盟店にて限定販売された。カラーリング以外の形状は、シールも含めて通常のブレードライガーと同様。シールが変更されていないキットは、『ゾイドフューザーズ』シリーズでは珍しい。
銀ピカブレードライガー
『てれびくん』誌2000年6月号で懸賞品となった銀メッキのキット。
AZ-01 ブレードライガー
2023年4月発売。リアルさとアニメの再現性に近づけるためスタイリングをライオンのように変更している。バンとフィーネのフィギュアが付属。
AZ-01EX ブレードライガー レオン・トロス仕様機
2025年2月タカラトミーモール限定発売。リアルさとアニメの再現性に近づけるためスタイリングをライオンのように変更し、カラーリングを赤色に変更している。レオンのフィギュアが付属。
REALIZE MODEL RMZ-01 ブレードライガー
2025年2月発売。可動、組み立てやすさ、コレクション性、アニメの再現性、リアリティに重点を置いている1/100プラキットシリーズ。Eシールドジェネレーターを変換する事でバン専用機並びに量産機に切り替えが可能。バンとフィーネ、一般兵士のフィギュアが付属。
REALIZE MODEL RMZ-EX01 ブレードライガー ミラージュ L
2025年7月Animation-Comic-Game Hong Kong 2025限定販売及びタカラトミーモール限定抽選販売。ブレードライガーの成型色を白色に変更。アタックブースターは付属しない。一般兵士のフィギュアが付属。
HMMシリーズ
RZ-028 ブレードライガー
HMMシリーズ第3弾。2007年11月、2012年1月（再生産）発売。
HMMシリーズのコンセプトに沿って細部のアレンジと全身のフル可動を実現した他、頭部・胴体部のスリム化によって、プロポーションバランスが大きく変化している。玩具安全基準対象外ゆえの非常にシャープな造詣が特徴。
タカラトミー製と異なり、動力を伴うギミックは無く、代わりにポリキャップ使用によるポージングが可能。また、タカラトミー製キットにあった手動のギミックに関してはほぼ継承している。
頭部ラインのアレンジやレーザーブレードの大型化が顕著であり、非常に先鋭的なプロポーションが特徴。また、リアウイングには新たにパルスレーザー用のロックアームが増設されている。
RZ-028 ブレードライガーAB レオン仕様
HMMシリーズにもラインナップされた。イリサワ流通限定商品。2008年9月発売。こちらでは独自の新規パーツとしてアニメ『ゾイド新世紀スラッシュゼロ』作中では登場しなかったアタックブースターが追加されている。また、2014年10月にボックスアートを一新して再発売。
HMM 016 LIMITED RZ-028 ブレードライガーABバン仕様
シリーズ第16弾。2009年全日本模型ホビーショー受注限定品。2009年12月18日発売。成型色がアニメの設定に準じたものとなっているほか、バン、フィーネ、ジークの1/72彩色済みフィギュアと、ジークが融合した状態のゾイドコアが付属する。
2010年全日本模型ホビーショー受注限定品として再生産され、こちらは2011年1月12日発売。
Blu-rayBOX Limited Ver
2013年8月2日発売の『ゾイド -ZOIDS- Blu-ray BOX』初回限定版に付属する「HMM 016 LIMITED RZ-028 ブレードライガーABバン仕様」のクリア成型色仕様。｢HMM 029 RZ-007 シールドライガー バン仕様 SHIELD LIGER BANG Ver.」と同様のバン・フィーネ（パイロット・立ち）、ジーク（立ち・ゾイドコア融合ver）のフィギュアが付属。
RZ-028 ブレードライガーミラージュ
イリサワ流通限定商品。2010年8月25日発売。成型色は白部分がパール塗装仕上げ、爪・牙はメタリック塗装となっており、さらに「レオマスター」の証である盾のデカールを付属している。カラーリング以外の形状はブレードライガーABと同一。
RZ-028 ブレードライガーAB
2020年2月発売。第3弾の成型色をタカラトミー製により近づけたカラーリングに再調整し、アタックブースターとデカールを追加した製品。また無色クリアのキャノピーパーツが付属する。パッケージイラストは公式ファンブック2のラストシーンを意識したものに改められている。
メタモルバース
MV-01 斬山碧&ブレードライガー
2026年1月発売予定。プリティアーマー斬山碧とデフォルメしたバディアーマーブレードライガーのセット。ブレードライガーは分離し、斬山碧と合体することでファボアーマーとして強化され、さらに覚醒状態にすることが可能。

### 完成品トイ
コトブキヤ
ZA ブレードライガーAB
2016年10月発売。HMMシリーズを展開するコトブキヤのアクションフィギュア「ZA（ズィーエー）シリーズ」第4弾。
1/100スケール・全長：約230mmとタカラトミー製キットやHMMシリーズと比較してやや小型化している。アタックブースターは着脱可能。同社がリリースしている各種フライングベースに対応している。
グッドスマイルカンパニー
HAGANE WORKS ブレードライガー
2020年12月発売。「ブレードライガー誕生20周年」フル可動合金フィギュア。1/72スケール、全長約37cm重量約630g。脚部を中心に亜鉛合金パーツ、シリンダー部はメッキ処理された金属パーツ製。可動部の内15箇所にスプリングクリックを内蔵、尻尾の芯に金属ワイヤーを使用し自在なポージングを実現。背面ロケットブースターはカバー部分の展開は可能だが、ブースター部はアニメ劇中やプラスチックモデルキットと異なり、上下展開のみの簡素な構造となっている。アタックブースターとディスプレイ用の専用台座も付属。

## 作中での活躍

### バトルストーリー
『ゾイド公式ファンブック』（小学館）
『ゾイド公式ファンブック2』で登場。ZAC2100年3月、西方大陸（南エウロペ大陸）において実戦テストとガリル遺跡の真オーガノイド入手を兼ねた任務にアーサー・ボーグマン少佐の機体が従事。道中でレブラプターの奇襲に遭うも幾つかの機体を撃破。上空から同機を護衛していたストームソーダーから投下されたガンスナイパーの支援を受け、レブラプターを退けるとガリル遺跡に突入。この時、ガイロス帝国軍リッツ・ルンシュテッド中尉の先行型ジェノザウラーと遭遇戦を行っている。戦闘はブレードライガーの優位で進んだが、ジェノザウラーに目標を確保され、取り逃してしまう。
同年7月の北エウロペ大陸ロブ基地の戦い「第二次全面開戦」においては格納庫に友軍機が密集した状況下で出撃できなかったため、アイアンコングプロイツェンナイツの襲撃によりその他のゾイド同様窮地に陥る。ゴジュラス・ジ・オーガが敵機を撃破した後はアーサー・ボーグマンのブレードライガーも友軍の進撃に参加している。
同年同月、ヘスペリデス湖での戦いにおいては、第二次全面開戦の失敗から敗走する帝国軍を追撃する機体の中にOSの出力を調整した量産型ブレードライガーも存在したが、この機体はジェノブレイカーと交戦し撃破された。

## バリエーション

### ブレードライガーBS
| ブレードライガーBS                                  | ブレードライガーBS |
| --------------------------------------------------- | --- |
| 番号                                                | RZ-028BS Zi-028 |
| 所属                                                | ヘリック共和国 ガーディアンフォース |
| 分類                                                | ライオン型 |
| 全長                                                | 25.9m |
| 全高                                                | 12.2m |
| 重量                                                | 124.0t |
| 最高速度                                            | 305km/h |
| 乗員人数                                            | 1～2名 |
| 武装                                                | レーザーサーベル×2 ストライククロー×4 Eシールドジェネレーター マルチブレードアンテナ×2 ロケットブースター レーザーブレード×2 パルスレーザーガン×2 AZ2連装ショックカノン 3Dデュアルセンサー コンプリッションリフリジェレイター×4                                                                                 |
| 主な搭乗者                                          | バン・フライハイト（ゾイド -ZOIDS-、機獣新世紀ZOIDS） フィーネ（ゾイド -ZOIDS-、機獣新世紀ZOIDS） |
| ブレードライガーAB バン仕様 BLADE LIGER AB BANG.ver | |
| 所属                                                | ガーディアンフォース |
| 分類                                                | ライオン型 |
| 全長                                                | 25.9m |
| 全高                                                | 12.2m |
| 重量                                                | 140.0t |
| 最高速度                                            | 330km/h |
| 乗員人数                                            | 2名 |
| 武装                                                | レーザーブレード×2 Eシールドジェネレーター マルチブレードアンテナ×2 ロケットブースター パルスレーザーガン×2 AZ2連装ショックカノン ストライククロー×4 レーザーサーベル×2 3Dデュアルセンサー コンプリッションリフリジェレイター×4 アタックブースター（AZハイデンシティビームキャノン/高機動ロケットブースター）×2 |
| 主な搭乗者                                          | バン・フライハイト |

『ゾイド -ZOIDS-』第25話より、のちに漫画『機獣新世紀ZOIDS』にも登場する、主人公バン・フライハイトの乗機。「ブレードライガーBS」という呼称はゾイドバトルカードゲーム登場時のもので、BSとはバンスペシャルの略。ただし、同ゲームのエキサイティングブースター版カードでは「ブレードライガー・BaS」と呼称される別カードが存在する。コトブキヤより発売されたプラモデルキットでは、アタックブースターを装備した形態が「ブレードライガーAB バン仕様」の呼称となっている。
アニメ『ゾイド-ZOIDS-』におけるブレードライガーBS
レイヴンのジェノザウラーとの戦闘でゾイドコアを破壊され石化したシールドライガーのゾイドコアにオーガノイドのジークと古代ゾイド人のフィーネ・エレシーヌ・リネが融合し、光の繭「エヴォリューション・コクーン」を経て、ブレードライガーへと進化させた。レーザーブレードとシールドを展開した状態で相手に突撃するブレードアタックを必殺技として使用した他、機体を空中で回転させながら攻撃する技も駆使していた。また、ブレード表面に電子レベルの微小な振動が起こっているため、荷電粒子砲への耐性が備わっている。GF編第44話からはこの機能をフィードバックし、Eシールドを強化。荷電粒子砲に対する防御能力が向上している。この時、展開されたシールドの発光色が通常稼動時のピンクからイエローへと変化するのが特徴である。また、第37話以降はブレード基部の砲塔換装機構が追加され、必要に応じて後肢装甲に格納されたガトリングガンとスナイパーライフルを、パルスレーザーライフルと切り替えて使用することが可能となった。また、第36話以降は背部のロケットブースターを前後左右に旋廻することで、高速戦闘時での方向転換をする機能も確認できる。第65話では、レアヘルツの電磁波を遮断するパルスガードの搭載が確認できる。
第52話における対ジェノブレイカー戦後のオーバーホールでは、レベルアップしたバンの操縦技術に対し、機体の反応が追い付かず駆動系への疲労が蓄積していたことが判明（脚部サーボモーターから火花を発するほどの著しい負荷が生じている）。強化ブースター(アタックブースター)の試験運用の最中、覚醒したジークが融合したことで、外観はそのままに基本性能の大幅な向上を果たした。
専用強化装備のアタックブースターは第52、57話に登場。本作における開発者はドクター・ディ。ライガーのポテンシャルをバンの操縦技術に対応させるべく、2基の試作ブースターを経て正式に装備された。この際は直前にテストした他のブースターの不具合から、使用時間を制限している。57話におけるジェノブレイカーとの戦闘では、直前にアーバイン達とともにさらに再調整を行う。戦闘中にはアタックブースターによって加速し、それを排除したあと本体部ロケットブースターによって再加速を行いジェノブレイカーへの攻撃に成功している。
作中の活躍
アニメ第25話作中において、賞金稼ぎスティンガーの搭乗する改造セイバータイガーの攻撃に窮地に追い込まれたバンが、エヴォリューション・コクーンより誕生したブレードライガーに搭乗。セイバータイガーをレーザーブレードによって両断し、初陣を飾った。
第32話ではルドルフを帝国領土に送り届けた後、ギュンター・プロイツェン元帥の研究施設にて不完全な覚醒を果たしたデスザウラーと遭遇する。辛くも脱出し再びガイガロスへ向かう道中、レイヴンのジェノザウラーと再戦。右側レーザーブレードをへし折られ一時機能停止に追い込まれるも、バンの奮起とジークとの再合体で再生したことにより勝利を収めた。続く帝国首都・ガイガロスにおける帝国・共和国両軍とデスザウラーの戦闘に参加。その圧倒的パワーに苦戦しつつも、両軍の共同戦線とレーザーブレードの特性により荷電粒子砲を突破、ゾイドコアを貫き撃破した。
ガーディアンフォース編（第35話～）では、ヒルツ一派をはじめとした強敵と激闘を繰り広げる。後に復活したレイヴンに対抗すべくEシールドの出力アップや機動力の強化を行うも、第50話でのジェノブレイカー包囲戦ではその圧倒的な戦闘力の前に苦戦を強いられ大きなダメージを受けた。
その後も強化ブースターの装備や覚醒したジークとの合体を経てさらなる性能アップを果たし、第65話ではゾイドイヴが放つ光の影響を受け単機でデススティンガーを圧倒するまでの強さを発揮した。
第67話における最終決戦ではレイヴン（ジェノブレイカー）と共闘し、ヒルツの操るデスザウラーに対し、自らをウルトラザウルスのグラビティカノンから撃ち出す捨て身の戦法によって撃破した。
漫画『ゾイドバトルストーリー』
こちらではアニメ版に準拠し、GFの機体として活躍。最終決戦ではルドルフの搭乗するエレファンダーやアーバインの搭乗するライトニングサイクスとともに、ヒルツの搭乗するデススティンガーとジェノブレイカーの融合ゾイドを撃破した。
『機獣新世紀ZOIDS』におけるブレードライガーBS
こちらでは、ポルトの町での戦闘にてレイヴンの駆るジェノザウラーによって大破したシールドライガー(シーザー)が、「ジークハート」「シャドーキー」と呼ばれる特殊物質と巨大風力発電ゾイド「ウェンディーヌ」の力によって突然変異的に進化して誕生したゾイドとして描かれている。初陣でジェノザウラーと交戦し、Eシールドと背中に配備されたレーザーブレードを利用して荷電粒子砲を破り、ジェノザウラーを撃破。また、Eシールドを足元に展開しての水上戦、機体後方に展開し推進力として活用した水中戦もこなす。この時の水中戦では、「獅刃竜巻（ブレードツイスター）」という技を披露した。
ミュール郊外におけるデススティンガーとの遭遇戦において、デススティンガーの攻撃から街を庇い中破。その後再び出現したデススティンガーに対し修理が不完全な状態で出撃し、再び窮地に陥る。救援に駆け付けたホバーカーゴにてメリッサ・スーの開発した次世代ライガーにコアを移植することとなり、作中での出番を終えた。作中では「ブレードライガー」の呼称は用いられず、進化前から一貫して「シーザー」と呼ばれている。

### ブレードライガーAB
| ブレードライガーAB | ブレードライガーAB |
| ------------------ | --- |
| 番号               | RZ-028AB |
| 所属               | ヘリック共和国 |
| 分類               | ライオン型 |
| 全長               | 25.9m |
| 全高               | 12.2m |
| 重量               | 139.0t |
| 最高速度           | 330km/h |
| 乗員人数           | 2名 |
| 武装               | レーザーブレード×2 Eシールドジェネレーター マルチブレードアンテナ×2 ロケットブースター パルスレーザーガン×2 AZ2連装ショックカノン ストライククロー×4 レーザーサーベル×2 3Dデュアルセンサー コンプリッションリフリジェレイター×4 アタックブースター（AZハイデンシティビームキャノン/高機動ロケットブースター）×2 |
| 主な搭乗者         | アーサー・ボーグマン（バトルストーリー） |

ブレードライガー改造計画の中から、正式に採用された案であり、火力と運動性を同時に強化する目的のカスタマイズパーツ「CP-12 アタックブースターユニット」を装備した形態。
アタックブースターは元々、シールドライガーをベースにしたブレードライガーが砲撃戦に向かないことから兼ねてより製作されていた装備であるが、完成目前に量産型ブレードライガーがジェノブレイカーに撃破される報告が届いたことから格闘戦能力を向上させるためブースターが追加された。これにより機体バランスを崩さず機動性・砲撃力を同時に強化することが可能となった。ブースターの噴射方向を自在に変え高い運動性を発揮。さらにハイデンシティビームキャノンから放たれる高密度ビームは、ジェノブレイカーのフリーラウンドシールドにダメージを与えるほどの威力を持つ。
呼称
ABとは「アタックブースター」の略。媒体によってアタックライガー、ブレードライガーABSといった呼称も存在する。
作中の活躍
ゾイドバトルストーリー
『ゾイド公式ファンブック2』において登場。ZAC2100年8月に帝国軍が投入した新型ゾイドの性能を目の当たりにした共和国軍技術班が、強化措置としてブレードライガー改造計画を策定した中で開発された仕様のひとつ。複数の改造案をテストし、アーサー機自らが選んだブレードライガーABが制式化された。
同年10月、ウルトラザウルス・ザ・デストロイヤー迎撃に向かうジェノブレイカーと北エウロペ大陸レッドラストにおいて邂逅。両者互角の一騎討ちを繰り広げる最中、同年7月より行方を晦ませていたデススティンガーが暴走状態で両機に強襲。ジェノブレイカーと共闘しEシールドおよび頭部装甲の破壊に成功するが、さらに自己進化を遂げたデススティンガーによってゾイドコアに致命的な損傷を負ってしまう。最期を悟ったアーサーとブレードライガーは、敵であるリッツとジェノブレイカーに後を託し、自ら囮となりデススティンガーのビーム斉射を受け大破した。

### ブレードライガーミラージュ
| ブレードライガーミラージュ BLADE LIGER MIRAGE | ブレードライガーミラージュ BLADE LIGER MIRAGE |
| --------------------------------------------- | --- |
| 所属                                          | ヘリック共和国 |
| 分類                                          | ライオン型 |
| 全長                                          | 25.9m |
| 全高                                          | 12.2m |
| 重量                                          | 124.0t |
| 最高速度                                      | 330km/h |
| 乗員人数                                      | 1名 |
| 武装                                          | レーザーブレード×2 Eシールドジェネレーター マルチブレードアンテナ×2 ロケットブースター パルスレーザーガン×2 AZ2連装ショックカノン ストライククロー×4 レーザーサーベル×2 3Dデュアルセンサー コンプリッションリフリジェレイター×4 アタックブースター×2 |
| 主な搭乗者                                    | ピーター・アイソップ コーネル・ロドニー |

オーガノイドシステムを調整することで操作性を改善した量産型ブレードライガーにアタックブースターを標準装備した少数生産機。白い機体はレオマスターの一人、ピーター・アイソップ大尉の愛機である。
作中の活躍
漫画
初出はウェブコミック『ZOIDS妄想戦記』「親子ゲーム」。西方大陸での戦いにおいて、帝国軍に包囲されたものの、バスタートータスと連携して抗戦している。
バトルストーリー
暗黒大陸戦争時においては、ZAC2101年10月の戦いで参戦が確認できる。
『HMM（ハイエンドマスターモデル）』におけるブレードライガーミラージュ
装甲素材に後のライガーゼロにも使用される特殊軽量合金「エルワチウム・ゼロ」と「高伝導放熱ペイント」を使用し軽量化・冷却・排熱効率を改良した機体と位置付けられており、ロールアウト時期が暗黒大陸戦争が勃発したZAC2101年10月へと改変されている。加えて「ACC（アーマークーリングコントローラー）」も導入した結果、熱残像を発生させる副次的機能を獲得。これをアタックブースターによる高速移動と併せて使用することで、敵の熱源センサーにはあたかも複数の機体が存在するように見せかけられることが可能となった。
主なバリエーションとしてはABを標準装備した「通常型」の他に、隠密行動のためABを取り外した「タイプL」、砲撃戦用にゴジュラスMk-2のロングレンジキャノンを搭載した「タイプB」が存在。製作された全ての機体が第203高速戦闘部隊「ミラージュ」として編成され、そのパイロットにはバトルストーリーに登場したウィナー・キッドやタクマ・I・サンダースがミラージュ部隊の初期メンバーに名を連ね、さらには（真偽不明、作り話との説もあるとしたうえで）『ゾイドインフィニティ』に登場したカノンがミサイルポッドを装着した「通常型」（ブレードライガーミラージュKS参照）に搭乗して同部隊に参加したと設定されている。一方で、HMMシリーズの設定解説を担当しているヤマザキ軍曹は書籍の記事において、ブレードライガーABを大元にブレードライガーミラージュとブレードライガーミラージュKSが分岐した旨の系譜を説明している。

### ブレードライガーミラージュKS
| ブレードライガーミラージュ カノン仕様 | ブレードライガーミラージュ カノン仕様 |
| ------------------------------------- | ------------------------------------- |
| 分類                                  | ライオン型                            |
| 全長                                  | 25.9m                                 |
| 全高                                  | 12.2m                                 |
| 重量                                  | 124.0t                                |
| 最高速度                              | 305km/h                               |
| 乗員人数                              | 2名                                   |
| 主な搭乗者                            | カノン                                |

ゲーム作品『ゾイドインフィニティ』シリーズに登場。ニカイドス島に住む古代ゾイド人の少女、カノンが乗機とするブレードライガーミラージュ。カラーリングは、本体が白とピンク、アタックブースターが通常のものと同じ青。ゲーム内では8連装ミサイルポッドが追加装備されている。
キャンペーン賞品パッケージでの表記はブレードライガーミラージュカノン仕様、キャンペーン告知広告ではブレードライガーミラージュカノンスペシャルとされていた。その後、トレーディングカードアーケードゲーム『ゾイドカードコロシアム』にてブレードライガーミラージュKSの名称が使用された。

### ブレードライガーLS
| ブレードライガーLS BLADE LIGER LS                     | ブレードライガーLS BLADE LIGER LS |
| ----------------------------------------------------- | --- |
| 所属                                                  | チーム・フリューゲル（スラッシュゼロ） |
| 分類                                                  | ライオン型 |
| 全長                                                  | 25.9m |
| 全高                                                  | 12.2m |
| 重量                                                  | 124.0t |
| 最高速度                                              | 305km/h |
| 乗員人数                                              | 1名 |
| 武装                                                  | レーザーブレード×2 Eシールドジェネレーター マルチブレードアンテナ×2 ロケットブースター パルスレーザーガン×2 AZ2連装ショックカノン ストライククロー×4 レーザーサーベル×2 3Dデュアルセンサー コンプリッションリフリジェレイター×4                                                                                 |
| 主な搭乗者                                            | レオン・トロス（スラッシュゼロ） |
| ブレードライガーAB レオン仕様 BLADE LIGER AB LEON.ver | |
| 所属                                                  | チーム・フリューゲル |
| 分類                                                  | ライオン型 |
| 全長                                                  | 25.9m |
| 全高                                                  | 12.2m |
| 重量                                                  | 140.0t |
| 最高速度                                              | 330km/h |
| 乗員人数                                              | 2名 |
| 武装                                                  | レーザーブレード×2 Eシールドジェネレーター マルチブレードアンテナ×2 ロケットブースター パルスレーザーガン×2 AZ2連装ショックカノン ストライククロー×4 レーザーサーベル×2 3Dデュアルセンサー コンプリッションリフリジェレイター×4 アタックブースター（AZハイデンシティビームキャノン/高機動ロケットブースター）×2 |
| 主な搭乗者                                            | レオン・トロス（スラッシュゼロ） |

アニメ『ゾイド新世紀スラッシュゼロ』第16話から登場。レオン・トロスが駆るブレードライガー。赤い機体色が特徴。チーム・ブリッツを離れ、修行の旅でシールドライガーを失い彷徨っていたレオン・トロスがかつて伝説のゾイド乗りが旅をしたという谷で遭遇し、彼の愛機となった。同話のトロス博士の説明によれば、同作におけるブレードライガーは個体数が少なく、とりわけ赤色の個体は希少だとされる。
初登場時のチーム・ブリッツとの戦闘では、ストライクレーザークローを見切ったカウンター攻撃でビット・クラウドを追い詰めるが、バトル自体はバックドラフト団の妨害により無効試合となった。ガンスナイパーNSを駆るナオミ・フリューゲルとチームを組み、終盤のロイヤルカップにも参戦。第25話ではライガーゼロシュナイダーと戦闘し、必殺技の応酬の末、シュナイダーの新技・セブンブレードアタックの前に敗れる。
『ゾイド新世紀スラッシュゼロ』劇中ではブレードライガーと呼称された。その後、『ZOIDS SAGA』シリーズ、『ゾイドタクティクス』、『ゾイドカードコロシアム』といったゲームでブレードライガーLSの名称が使用された。

### バスターブレード
| バスターブレード | バスターブレード |
| ---------------- | ---------------- |
| 番号             | RZ-028 BB        |
| 所属             | ヘリック共和国   |
| 分類             | ライオン型       |
| 全長             | 27.7m            |
| 全高             | 13.4m            |
| 重量             | 157.0t           |
| 最高速度         | 200km/h          |

ブレードライガーの砲撃力を増強した改造機。格闘戦時には砲塔を強制排除することが可能。暗黒大陸（ニクス大陸）における戦闘に参加した。初出はゾイドバトルカードゲーム。

### スナイプライガー
| スナイプライガー | スナイプライガー |
| ---------------- | --- |
| 番号             | RZ-028+ |
| 所属             | ヘリック共和国/閃光師団 |
| 分類             | ライオン型 |
| 全長             | 不明（設定なし） |
| 全高             | 不明（設定なし） |
| 重量             | 不明（設定なし） |
| 最高速度         | 不明（設定なし） |
| 乗員人数         | 2名 |
| 武装             | 設定画記載の物のみ ロングバレルリニアランチャー ゴジュラス用バスターキャノン（ショートバレル）×2 肩部マイクロミサイルランチャー×4 対人用ミニガトリング チャフディスペンサー×8 |
| 主な搭乗者       | ソニア中尉 |

『ZOIDS妄想戦記』の前身的ウェブコミック「バックスvsマヤ編」に登場。RZ-028 ブレードライガーの砲撃戦用改造機。スラッシュライガーとのコンビネーションで成果を残し、また、詳細な機数は不明だが数機が配備されたという。背部のロングバレルリニアランチャー（砲身は中折れ式）は「グラビティブリット」という砲弾を発射する。本来レーザーブレードが設置されていた展開式アームには、砲身長を短縮したゴジュラス用バスターキャノン（CP-10 ゴジュラスキャノンセット）が接続されている。通常機の胸部に装備されたAZ2連装ショックカノンは、対人用ミニガトリングに換装。四肢の爪（ストライククロー）以外の格闘用装備は見受けられない。機体色はオレンジ。
スラッシュライガーとともに暗黒大陸戦争期にて再生されたマッドサンダーの護衛機を務めていたが、帝国軍のザバットとライガーゼロイクスの奇襲を受けて両機とも戦闘不能に陥った。

### スラッシュライガー
| スラッシュライガー | スラッシュライガー |
| ------------------ | --- |
| 番号               | RZ-028+ |
| 所属               | ヘリック共和国/閃光師団 |
| 分類               | ライオン型? |
| 全長               | 不明（設定なし） |
| 全高               | 不明（設定なし） |
| 重量               | 不明（設定なし） |
| 最高速度           | 不明（設定なし） |
| 乗員人数           | 2名? |
| 武装               | 設定画記載の物のみ レーザーブレード改×2 ブーストポッド×2 バイトファング レーザーシザース×2 AZ3連装ショックカノン テールナイフ |
| 主な搭乗者         | ロック中尉 |

『ZOIDS妄想戦記』の前身的ウェブコミック「バックスvsマヤ編」に登場。ブレードライガーの近接戦用改造機。軍に制式採用された機種ではなく、メカニックあるいはメーカーへの個人的オーダーの産物らしい。機体に負担のかかる改造によって電気系統が不安定で癖があるため、特定のパイロットにしか扱えない。通常機の胸部に装備されたAZ2連装ショックカノンが3連装に強化されているが、それ以外の射撃装備は見受けられない。機体色は青紫色。

### ブレードライガーブラックインパクト
| ブレードライガーブラックインパクト BLADE LIGER BI | ブレードライガーブラックインパクト BLADE LIGER BI |
| ------------------------------------------------- | --- |
| 所属                                              | チーム・ブラックインパクト（フューザーズ） |
| 分類                                              | ライオン型 |
| 全長                                              | 25.9m |
| 全高                                              | 12.2m |
| 重量                                              | 124.0t |
| 最高速度                                          | 305.0km/h |
| 乗員人数                                          | 1名 |
| 武装                                              | レーザーサーベル×2 ストライククロー×4 Eシールドジェネレーター マルチブレードアンテナ×2 ロケットブースター レーザーブレード×2 パルスレーザーガン×2 AZ2連装ショックカノン 3Dデュアルセンサー コンプリッションリフリジェレイター×4 |
| 主な搭乗者                                        | チーム・ブラックインパクト（フューザーズ） ラスターニ ビリー・ワイルド ジャッキー・ブライアン |

アニメ『ゾイドフューザーズ』に登場。高速性能から乗り手を選ぶ機体である。ラスターニ率いるチーム・ブラックインパクトが三機編制で使用するブレードライガーで、黒い機体色が特徴。
作中の活躍
『ゾイドフューザーズ』の作中では第1話から登場。
ブレード部分は「超高出力のハイパーレーザーブレード」となっており、ユニゾンしたゼロフェニックスの翼に致命傷を与えるほどの威力を誇る。また、ロケットブースターで滑空することも可能となっており空中での回避行動をも行える。
キラースパイナーやライガーゼロフェニックス、キメラドラゴンらのユニゾンゾイドに敗れてしまうなどあまり活躍の機会がなかったが、最終話のアルティメットセイスモ戦にも参戦した。

### バーニングライガー
| バーニングライガー | バーニングライガー |
| ------------------ | ------------------ |
| 全長               | 25.4m 25.9m        |
| 全高               | 12.8m 12.2m        |
| 重量               | 148.0t 124t        |
| 最高速度           | 315.2km/h          |

漫画『ゾイドバトラー雷牙』に登場。主人公、雷牙剣が使用するブレードライガー。赤い機体色と頭部側面の「雷牙」のデカールがトレードマーク。また、尾部の3Dデュアルセンサーが「テールエンドカッター」に変更されているのも特徴。彼はこの機体をベースに様々なカスタマイズを加えていく。

### ブラックデーモンズライガー
| ブラックデーモンズライガー | ブラックデーモンズライガー |
| -------------------------- | -------------------------- |
| 全長                       | 25.9m                      |
| 全高                       | 14.2m                      |
| 重量                       | 135.3t                     |
| 最高速度                   | 322km/h                    |

漫画『ゾイドバトラー雷牙』に登場。主人公のライバル・堺竜太が使用する改造ブレードライガー。
ストームソーダーの主翼が取り付けられているほか、背部には自由自在な角度に動くレーザー砲が増設されている。
初出は『小学四年生』2001年2月号。

### ブレードライガースラッシュ
| ブレードライガースラッシュ | ブレードライガースラッシュ |
| -------------------------- | -------------------------- |
| 全長                       | 25.1m                      |
| 全高                       | 12.2m                      |
| 重量                       | 133t                       |
| 最高速度                   | 300km/h                    |

『小学三年生』誌に掲載されたブレードライガー改造機。ロケットブースター部に二基のレーザーブレード、後肢コンプリッションリフリジェレイター部には三連の「トリプルブレード」が増設されている。
呼称は媒体によって「ブレードライガースラッシュ」と記述するものと「スーパーブレードライガー」と記述するもの、「ブレードライガー スーパーウイング仕様」と記述するもので揺れが見られる。
ストーリー中ではレブラプターとヘルキャットを撃破するも、ジェノシザーズに圧倒されている。

### ウイニングライガー
| ウイニングライガー | ウイニングライガー |
| ------------------ | ------------------ |
| 全長               | 25.9m              |
| 全高               | 25.1m              |
| 重量               | 130t               |
| 最高速度           | 302km/h            |

『小学六年生』誌、『ゾイド改造マニュアル』に掲載された改造ブレードライガー。頭部にはブレードが増設され、攻撃力や空力性が向上している。また、背部にはコマンドウルフの背部パーツが増設されている。
資料によって呼称に表記ゆれがあり、「ウイニングライガー」のほか、「ブレードライガー スーパーブレード仕様」と記述したものもみられる。

### ブレードライガー対空迎撃型
『ゾイドバトルワールド』に掲載。ブレードライガーの背部に空中戦能力を付加させるウイングユニットを取り付けている。このユニットは切り離されることで敵を自動追跡し、羽根を兼ねた刃部で切断することが出来る。
初出は『小学二年生』2000年7月号。同誌掲載時は「ブレードライガー対空ブーメラン改造」と呼称されていた。「対空迎撃ライガー」と記述する媒体もみられる。
作中の活躍
漫画『ゾイドバトルストーリー』およびその再掲作品である『ゾイドバトルワールド』「戦えブレードライガーSP(スペシャル)」で登場。ガーディアン・フォースの研究所がアイアンコングPKの襲撃を受けた際にブレードライガーBSがロケットブースターを損壊し窮地に追い込まれるも、ドクター・ディの開発したウイングユニット（作中ではパワーブースターと呼称される）を装着し、羽根部でアイアンコングPKを両断した。

### ブレードライガーSF改造
『小学二年生』2000年9月号掲載。赤色のブレードライガーにキャノリーユニットや大口径ビームキャノンユニットを装着し、火力を増強している。「スペシャルフォースライガー」と記述する媒体もみられる。

### コンバットライガー
『小学二年生』2000年8月号、『ゾイドカスタマイズステッカー』に掲載。サンドブラウンカラーとなったブレードライガーの背部にビームガトリングユニットが取り付けられている。
この呼称はは『ゾイドカスタマイズステッカー』掲載時のもので、初出である雑誌掲載時では「ブレードライガー コンバット改造」と呼称されていた。

### 2019エディションブレードライガー
| 2019エディションブレードライガー 2019 EDITION BLADE LIGER | 2019エディションブレードライガー 2019 EDITION BLADE LIGER |
| --------------------------------------------------------- | --------------------------------------------------------- |
| 全長                                                      | 15.5m                                                     |
| 全高                                                      | 4.3m                                                      |
| 重量                                                      | 74.4t                                                     |
| 最高速度                                                  | 183km/h                                                   |
| IQ                                                        | 103                                                       |

『ゾイドワイルドバトルカードハンター』の第3弾ゾイドカードに旧世代ゾイドとして登場。レジェンドレアカードではブレードライガーABも登場する。
ゾイドワイルドの世界観で登場するゾイドとは異なる進化の過程を遂げたライオン型ゾイド。ワイルドライガーなどより一回り大きなゾイドと設定されているが、ゾイド第2期シリーズで設定されたブレードライガーに比べると60%程度のスペックとなっている。2本のレーザーブレードで敵を切断する技をレジェンドブラストと称している。

## ブレードライガー改造計画
機獣新世紀ゾイド公式ファンブック2巻に登場。ジェノブレイカーへの対抗策として共和国軍技術班がブレードライガーの強化を図ることとなり、六案が北エウロペ大陸ロブ基地にてアーサー・ボーグマンとその乗機によってテストされ、その際は機体バランスを崩さず機動力と砲撃力を強化するアタックブースターをブレードライガーが気に入った事から、そちらが本採用となった。そのうちブレードライガーABが採用され、ここで解説されるのはその他の五案である。尚、初出は月刊コロコロコミック誌の2000年8月号となるが、同誌掲載時点でこの計画の機体として扱われていたのはスレイヤーライガー、ブーストライガー、スナイパーライガー、ブレードライガーABの4種のみである。

### スレイヤーライガー
| スレイヤーライガー | スレイヤーライガー |
| ------------------ | ------------------ |
| 所属               | ヘリック共和国     |
| 分類               | ライオン型         |
| 武装               | ドラゴンスレイヤー |

ジェノブレイカーのフリーラウンドシールドと同じ素材で作られた大剣「ドラゴンスレイヤー」を背部に装備。この大剣は後方に折り畳み可能かつバーニアを内蔵することによって前後に可動し、シールドごとジェノブレイカーをも切り裂くことが出来る。

### ブーストライガー
| ブーストライガー | ブーストライガー |
| ---------------- | ---------------- |
| 所属             | ヘリック共和国   |
| 分類             | ライオン型       |
| 最高速度         | 350km/h          |

背部の大型のブースターで突撃し頭部の大型レーザーブレードで敵を貫く。最高速度は5案の中で最速の350km/hに達する。
直線的な速度が高いものの、運動性が劣るというデメリットも持つ。

### スナイパーライガー
| スナイパーライガー | スナイパーライガー |
| ------------------ | ------------------ |
| 所属               | ヘリック共和国     |
| 分類               | ライオン型         |

背部に高性能照準機付きの長砲身のリニアレールライフルを装備。10km先の標的を精密射撃することが可能で、特殊徹甲弾を発射し荷電粒子砲の射程外からジェノブレイカーを攻撃する戦法を主眼としている。

### ブレードデストロイ
| ブレードデストロイ | ブレードデストロイ |
| ------------------ | ------------------ |
| 所属               | ヘリック共和国     |
| 分類               | ライオン型         |

火力を徹底的に強化した強襲用機体の案。背部に様々な火器が増設されている
初出は月刊コロコロコミック誌2000年11月号で、同年に開催された改造コンテストの作例として掲載された。

### ブレードライガーKS
| ブレードライガーKS | ブレードライガーKS                 |
| ------------------ | ---------------------------------- |
| 番号               | RZ-028KS                           |
| 所属               | ヘリック共和国                     |
| 分類               | ライオン型                         |
| 全長               | 25.9m                              |
| 全高               | 12.2m                              |
| 重量               | 124.0t                             |
| 乗員人数           | 2名                                |
| 主な搭乗者         | ケイ・イスルギ（バトルストーリー） |

初出は『ゾイドバトルカードゲームノートマップ』の付属ストーリー。
公式ファンブック2巻掲載時ではブレードライガー改造計画案の一つとして出たステルス性を持たせた夜間戦闘仕様という設定が追加された。カラーリングは通常機で青と白だった部分がそれぞれ黒と青に変更されているが、他に外形的な差は無い。後に共和国情報部で採用され、ケイ・イスルギ少佐が搭乗。僚機2機との3機1個分隊の編成で西方大陸の共和国派民族への連絡に向かう最中、ライトニングサイクスBSと遭遇戦を行った。